# La strega di Ilse
La strega di Ilse (titolo originale inglese Ilse Witch) è un romanzo del 2000 dello scrittore statunitense Terry Brooks. Si tratta del primo libro della trilogia Il viaggio della Jerle Shannara, riconducibile all'opera fantasy del ciclo di Shannara. Il libro riapre lo scenario degli eredi della casata Ohmsford e del loro legame con il canto magico e la leggendaria Spada di Shannara, e ruota attorno alla spedizione del vascello Jerle Shannara.

## Trama
Circa centotrent'anni dopo gli eventi narrati nel ciclo de L'eredità di Shannara, avviene il ritrovamento di un elfo sulle sponde dello Spartiacque Azzurro da parte del cavaliere alato Hunter Predd. Mutilato di occhi e lingua, il naufrago non può svelare la sua identità. Solo la strega di Ilse attraverso il suo canto magico riesce a carpirne il segreto. Egli altri non è che Kael Elessedil, fratello dell'attuale re degli elfi Allardon Elessedil, partito trent'anni prima alla volta di una nuova terra dove si diceva fosse celata una magia potentissima, "la magia fatta di parole". Il re, venuto a conoscenza del ritrovamento del fratello, rivela questo segreto a Walker Boh, l'ultimo druido. Quest'ultimo allora stringe un accordo che prevede che, dopo che la corona avrà finanziato la missione di ricerca, il tesoro eventualmente ritrovato verrà spartito in modo da soddisfare il popolo degli Elfi, ma anche formare un nuovo Ordine di Druidi. Il re consegna quindi la mappa dove è tracciato il percorso da intraprendere per raggiungere il continente perduto di Parkasia e il potere sconosciuto. La strega di Ilse, decisa a sua volta a non lasciarsi scappare una tale magia, parte alla volta della terra sconosciuta, dopo aver ucciso il re. Walker, imbarcatosi sul vascello volante Jerle Shannara prima della strega, è accompagnato, tra gli altri, da due giovani, il cambiatore di forma Truls Rohk, due fratelli corsari Redden Alt Mer e Rue Meridian, la veggente Ryer Ord Star, il nano Panax, il principe degli elfi Ahren Elessedil, figlio del defunto re, e Hunter Predd. Dopo aver superato non senza difficoltà le tre isole Flay Creech, Shatterstone e Mephitic, dove erano nascoste altrettante misteriose chiavi di accesso al mondo sconosciuto, Walker si trova costretto a rivelare la sua identità a uno dei due giovani che lo accompagnano nell'impresa.
Il giovane, appena diciassettenne, è Bek Ohmsford, l'ultimo della sua dinastia. Egli, armato della Spada di Shannara, scopre la verità sul suo passato: la perfida Strega di Ilse è in realtà sua sorella Grianne Ohmsford, rapita e traviata dal perfido Morgawr anni prima. Giunti nell'entroterra di Parkasia, i personaggi si dividono. Mentre i corsari rimangono sulla nave, il resto della spedizione comincia la perlustrazione del continente giungendo infine a Castledown, città in rovina del Vecchio Mondo, e tentando di addentrarsi nei suoi sotterranei. Poco prima di aver raggiunto la galleria di accesso, molti vengono brutalmente uccisi in una carneficina ordita da granchi robotizzati in agguato nella piazza. Solo Walker riesce ad entrare, e solo Bek, suo cugino Quentin, il principe, la veggente e una manciata di cacciatori Elfi riescono a salvarsi. Nel frattempo, però, la strega è arrivata e ha conquistato la Jerle Shannara con i corsari al suo interno.

## Personaggi
- Walker Boh
- Bek Ohmsford
- La strega di Ilse
- Quentin Leah
- Morgawr
- Ahren Elessedil
- Truls Rohk
- Ryer Ord Star
- Rue Meridian
- Redden Alt Mer
- Hunter Predd
- Re del Fiume Argento
- Panax

## Edizioni
- Terry Brooks, La Strega di Ilse, traduzione di Riccardo Valla, Prima ed., collana Omnibus, Arnoldo Mondadori Editore,  p. 365, ISBN 88-04-49651-7.